# Ehsan Lašgari
Ehsan Lašgari (perz. احسان لشگرى) (Kazvin, Iran, 30. kolovoza 1985.) je iranski hrvač slobodnim stilom koji je na Olimpijskim igrama u Londonu 2012. osvojio broncu u težinskoj kategoriji do 84 kg. Tamo je u polufinalu poražen od azerskog predstavnika i kasnijeg olimpijskog pobjednika Sharifa Sharifova.
Također, Lašgari je trostruki azijski hrvački prvak do 84 kg.

## Karijera

### OI 2012. London
| London 2012.             | London 2012. | London 2012.         | London 2012.    |
| Protivnik                | Zemlja       | Uspjeh               | Natjecanje      |
| ------------------------ | ------------ | -------------------- | --------------- |
| Yermek Baiduashov        | Kazahstan    | 1:0, 4:0; pobjeda    | kvalifikacije   |
| Gadzhimurad Nurmagomedov | Armenija     | 1:0, 4:0; pobjeda    | osmina finala   |
| Anzor Urišev             | Rusija       | 3:0, 3:1 pobjeda     | četvrtfinale    |
| Sharif Sharifov          | Azerbajdžan  | 0:1, 2:0, 1:2; poraz | polufinale      |
| İbrahim Bölükbaşı        | Turska       | 3:2, 3:0 pobjeda     | borba za broncu |

## Vanjske poveznice
- (engl.) Ehsan Naser Lašgari